# Andreas Wilkens
Andreas Wilkens (* 19. August 1957 in Hannover) ist ein deutsch-französischer Historiker.

## Leben
Nach dem Studium an den Universitäten Freiburg, Köln und am Institut d’études politiques in Paris wurde Wilkens im Februar 1989 mit einer Arbeit über Frankreich und die deutsche Ostpolitik am Europäischen Hochschulinstitut in Florenz promoviert. Er habilitierte sich 2001 an der Université Paris III / Sorbonne nouvelle und ist seit 2004 Professor für Zeitgeschichte an der Université de Lorraine in Metz. 
Seine Forschungsschwerpunkte sind die Geschichte der europäischen Integration, die politischen und wirtschaftlichen deutsch-französischen Beziehungen im 20. Jahrhundert, der Kalte Krieg, die deutsche Frage und die Entspannungspolitik sowie  Aspekte des deutschen Widerstandes gegen den Nationalsozialismus.

## Schriften (Auswahl)
- Der unstete Nachbar. Frankreich, die deutsche Ostpolitik und die Berliner Viermächte-Verhandlungen 1969–1974. Oldenbourg, München/Wien 1990, ISBN 3-486-64560-9 (Zugl.: Florenz, Europ. Hochschulinst., Diss., 1989 u.d.T.: Frankreich und die deutsche Ostpolitik. Die Reaktionen auf die Ostverträge und die Mitwirkung an den Berliner Viermächte-Verhandlungen 1969–1974).

als Herausgeber
- Les relations économiques franco-allemandes. Thorbecke, Sigmaringen 1997.
- Die Bundesrepublik und Frankreich. Dokumente 1949–1963. Bd. 2: Wirtschaft. Saur, München 1997.
- mit Gérard Bossuat: Jean Monnet, l’Europe et les chemins de la Paix. Publications de la Sorbonne, Paris 1999.
- Interessen verbinden. Jean Monnet und die europäische Integration der Bundesrepublik Deutschland. Bouvier, Bonn 1999.
- Le Plan Schuman dans l’Histoire. Intérêts nationaux et projet européen. Bruylant, Bruxelles 2004.
- Wir sind auf dem richtigen Weg. Willy Brandt und die europäische Einigung. Dietz, Bonn 2010.
- Willy Brandt et l'unité de l'Europe. De l'objectif de la paix aux solidarités nécessaires. Peter Lang, Bruxelles, 2011.
- mit Reiner Marcowitz: Une „Europe des Citoyens“. Société civile et identité européenne de 1945 à nos jours. Peter Lang, Bern 2014.
- mit Corine Defrance, Ulrich Pfeil: Willy Brandt – un projet pour l'Allemagne (1913–1992) (= Schriftenreihe der Bundeskanzler-Willy-Brandt-Stiftung), Berlin 2014.
- Hilda Monte – The Unity of Europe. With an Introduction by H.N. Brailsford. Peter Lang, Lausanne 2023.
- „Wir kämpfen für ein Europa des Friedens“. Europapläne im deutschen und europäischen Widerstand 1939–1945, Lukas Verlag, Berlin 2024.